# Skårungen (Skulptur)

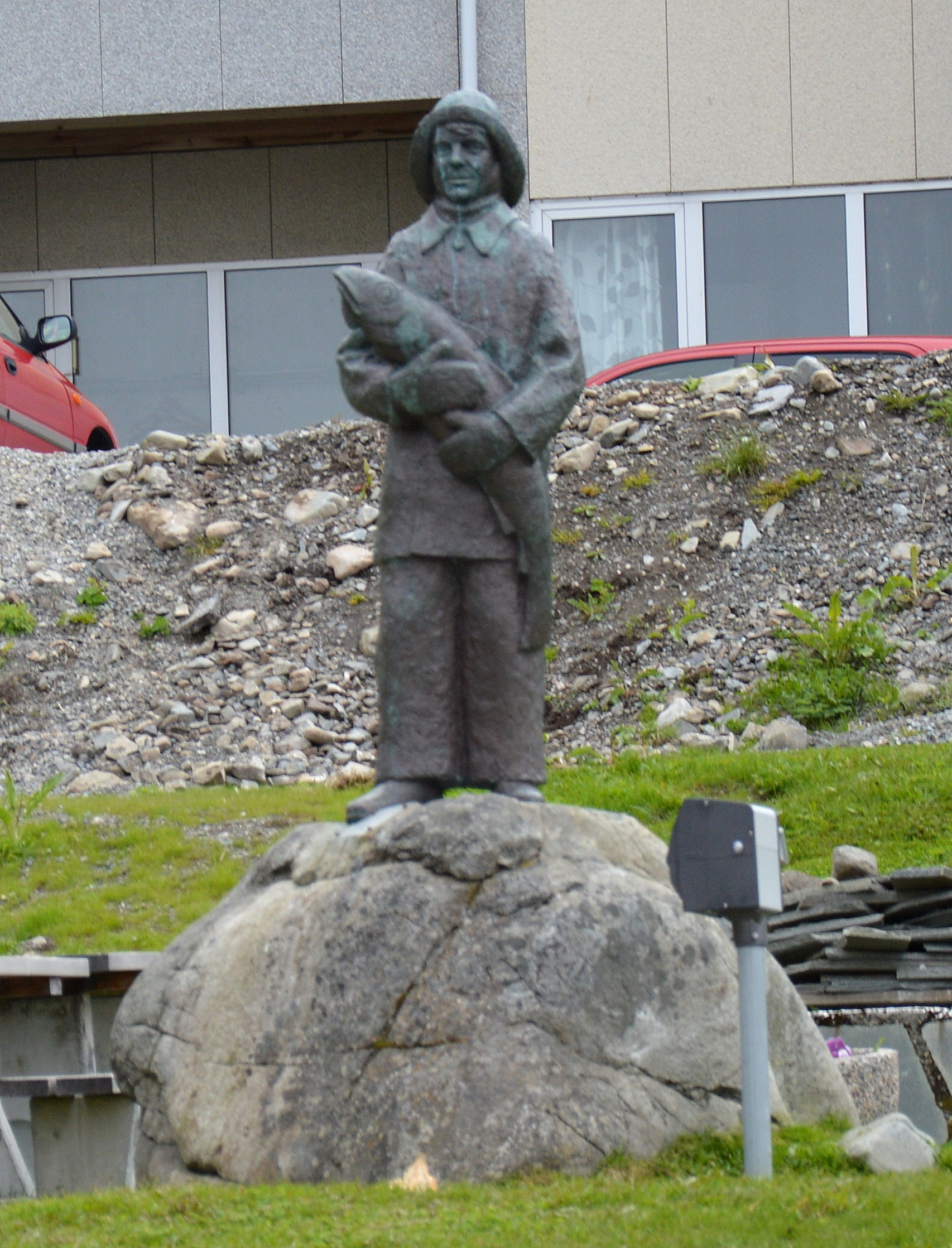
Skårungen

Skårungen ist eine Skulptur in der norwegischen Stadt Honningsvåg.
Sie wurde vom Bildhauer Trygve Dammen geschaffen und zeigt einen jungen Fischer, der einen Kabeljau in beiden Händen hält. Die Skulptur war ein Geschenk der Nordkapp Sparebank anlässlich ihres 50-jährigen Bestehens im Jahr 1962. Die Aufstellung in Honningsvåg erfolgte 1964.
Die Skulptur steht in einer kleinen Parkanlage zwischen Storgata und Elvegata.